# Grub (motor de búsqueda)

Grubby, la mascota oficial de Grub

Grub es un motor de búsqueda de código abierto.
Los usuarios de Grub puede descargar el peer-to-peer "grubclient" software y dejar que se ejecute durante su tiempo de inactividad del equipo. El cliente busca la Url y envía de regreso al principal servidor de Grub en un formato altamente comprimido. El colectivo de rastreo podría, en teoría, ser utilizado por un sistema de indexación, tal como el propuesto en Wikia Search. Grub es capaz de crear rápidamente una gran instantánea pidiendo a los miles de clientes rastrear y analizar una pequeña parte de la web cada uno.
Wikia ha publicado ahora todo el paquete Grub bajo un software de código abierto de licencias. Sin embargo, el antiguo cliente de Grub ya no es funcional. Los nuevos clientes pueden encontrar en la Wikia.

## Historia
El proyecto se inició en el año 2000 por Kord Campbell, Igor Stojanovski, y Ledio Ago en Oklahoma City. Los derechos de autor, patentes y derechos de marca de Grub, Inc. fueron comprados en el año 2003 por $1.3 millones por LookSmart, Ltd. Por un corto tiempo el equipo original continuado trabajando en el proyecto, sacando varias nuevas versiones del software, aunque bajo una licencia cerrada.
Las operaciones de Grub se cerraron a finales de 2005. El 27 de julio de 2007 , Jimmy Wales anunció que Wikia, Inc., la empresa que desarrollaba la fuente abierta del motor de búsqueda Wikia Search, había adquirido Grub de LookSmart por $50,000. Ese mismo día, el sitio fue reactivado y está en proceso de actualización. Los desarrolladores originales están ayudando con la nueva implementación.